# 林肯鎮區 (阿肯色州牛頓縣)
林肯鎮區（英語：Lincoln Township）是位於美國阿肯色州牛頓縣的一個行政鎮區。

## 地方資料
林肯鎮區的面積為37.11平方千米，當中陸地面積為37.09平方千米，而水域面積為0.02平方千米。根據2010年美國人口普查的數據，當地共有人口248人，而人口密度為每平方千米6.68人。